# Cromossoma 1

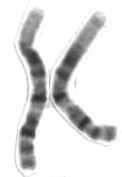
Par de cromossoma 1

O cromossoma 1 é um dos 23 pares de cromossomas do cariótipo humano. O ser humano tem normalmente duas cópias deste cromossoma. Este é o maior cromossoma humano, com cerca de 246 milhões de pares de bases, representando 8% de todo o DNA nas células.
Várias estimativas apontam para a existência de 2100 a 2800 genes neste cromossoma.

## Características
[carece de fontes?]
- Número de pares de bases : 245.522.847
- Número de genes : 2281
- Número de genes conhecidos : 1988
- Número de pseudogenes : 723
- RefSeq
- GenBank

## Genes
braço p
| Locus     | Gene    | Descrição                                                     |
| --------- | ------- | ------------------------------------------------------------- |
| 1p31      | ACADM   | acil-coenzima A desidrogenase                                 |
| 1p21      | COL11A1 | colágeno, tipo 11, alfa-1                                     |
| 1p32      | CPT2    | carnitina palmitoiltransferase II                             |
| 1p31      | DBT     | dihidrolipoamido de cadeia ramificada transacilase E2         |
| 1p31      | DIRAS3  | família DIRAS, GTP-binding RAS-like 3                         |
| 1p36.31   | ESPN    | espin                                                         |
| 1p36-35   | GALE    | udp-galactose-4-epimerase                                     |
| 1p34      | GJB3    | proteína de junção gap, beta 3                                |
| 1p36.1-35 | HMGCL   | 3-hidroximetil-3-metil-glutaril-coenzima A lyase              |
| 1p34      | KCNQ4   | potassium voltage-gated chanell, kqt-like subfamily, member 4 |
| 1p36.2    | KIF1B   | família kinesin, membro 1B                                    |
| 1p36.22   | MFN2    | mitofusina 2                                                  |
| 1p36.3    | MTHFR   | 5,10-metilenotetrahidrofolato redutase (NADPH)                |
| 1p34.1    | MUTYH   | mutY homologo (E. coli)                                       |
| 1p13.1    | NGF     | fator de crescimento de nervo                                 |
| 1p36.23   | PARK7   | Parkinson 7                                                   |
| 1p36      | PINK1   | PTEN induced putative kinase 1                                |
| 1p36.22   | PLOD1   | procolageno-lisina 1,2 - oxoglutarato 5-dioxigenase 1         |
| 1p32      | TACSTD2 | transdutor de sinal de cálcio (associado a tumores) 2         |
| 1p13      | TSHB    | hormônio estimulante da tireóide, beta                        |

braço q
| Locus         | Gene  | Descrição                                            |
| ------------- | ----- | ---------------------------------------------------- |
| 1q31          | ASPM  | um determinante do tamanho do cérebro                |
| 1q23.2        | CRP   | proteína reativa C                                   |
| 1q23          | F5    | fator de coagulação 5                                |
| 1q24.3        | FMO3  | flavina contendo monoxigenase 3                      |
| 1q21          | GBA   | glicosidade, beta, acido                             |
|               | GLC1A | gene da glaucoma                                     |
| 1q21.1        | HFE2  | hemocromatose tipo 2                                 |
| 1q32.3-q41    | IRF6  | gene para a formação de tecido conjutivo             |
| 1q22          | LMNA  | lamin A/C                                            |
| 1q23.3        | MPZ   | proteína mielina zero                                |
| 1q43          | MTR   | 5-metiltetrahidrofolate-homocísteina metiltranasfera |
| 1q22          | PPOX  | protoporfirinogenio oxidase                          |
| 1q42.13       | PSEN2 | presemilina 2                                        |
| 1p36.1 - 1p35 | SDHB  | complexo sucinato desidrogenado subunidade B         |
| 1q32          | TNNT2 | troponina cardiaca t2                                |
| 1q41          | USH2A | síndrome de ushear 2A                                |

## Doenças
Algumas das doenças relacionadas com genes localizados no cromossoma 1:
- Doença de Alzheimer
- Doença de Alzheimer, tipo 4
- Cancro da mama
- Deficiência na canrnitina palmitoiltranferase II
- Doença de Charcot-Marie-Tooth
- Doença de Charcot-Marie-Tooth, tipo 1
- Doença de Charcot-Marie-Tooth, tipo 2
- Colagenopatia, tipos II e XI
- Hipotiroidismo congénito
- Síndrome de Ehlers-Danlos
- Síndrome de Ehlers-Danlos (cifoscoliose)
- Polipose adenomatosa familiar
- galactosemia
- Doença de Gaucher
- Doença de Gaucher (tipo 1)
- Doença de Gaucher (tipo 2)
- Doença de Gaucher (tipo 3)
- Hemocromatose
- Hemocromatose (tipo 2)
- Porfiria hepatoeritropoiética
- Hemocistinúria (defeito da cistioninasintetase)
- Doença da urina em xarope de ácer
- Surdez não sindrómica
- Surdez não sindrómica (autossómica dominante)
- Surdez não sindrómica (autossómica recessiva)
- Doença de Parkinson
- Porfiria
- Porfiria cutanea tarda
- Síndrome de Stickler
- Trimetilaminuria
- Síndrome de Usher
- Síndrome de Usher (tipo 2)
- Porfiria variegata

- PMID 12869576
- PMID 11306795